# São Manços
São Manços era una freguesia portuguesa del municipio de Évora, distrito de Évora.

## Historia
Fue suprimida el 28 de enero de 2013, en aplicación de una resolución de la Asamblea de la República portuguesa promulgada el 16 de enero de 2013 al unirse con la freguesia de São Vicente do Pigeiro, formando la nueva freguesia de São Manços e São Vicente do Pigeiro.